# Lucie Tungul
Lucie Tungul, rozená Tunkrová (* 10. června 1977 Olomouc) je česká politoložka a odborná asistentka na Katedře politologie a společenských věd Právnické fakulty Univerzity Palackého v Olomouci.

## Život
Narodila se a vyrůstala v Olomouci. První studium ukončila v roce 2002 v oboru Politics and International Relations na Miami University v USA. V roce 2003 pak vystudovala magisterské studium politologie na Katedře politologie a evropských studií Filozofické fakulty Univerzity Palackého v Olomouci, v roce 2006 zde získala také doktorský titul. Je vdána za tureckého manžela, má dvě děti. Dvanáct let žila v Turecku. Je členkou Evropské unie žen.

## Odborné působení
V letech 2004–2008 působila jako tajemnice, poté v letech 2008 až 2012 jako odborná asistentka na Katedře politologie FF UP. Od roku 2018 je odbornou asistentkou na Katedře politologie Právnické fakulty Palackého Univerzity. Odborně se věnuje především problematice Evropské unie, evropské integraci nebo politickým systémům ve Skandinávii. Speciální odborný zájem věnuje vztahům Evropské unie a Turecka a turecké politice. V roce 2024 byla zvolena členkou předsednictva České politologické společnosti.

## Politické působení
V komunální politice v Olomouci kandidovala za koalici SPOLU (konkrétně za TOP 09).
Ve sněmovních volbách v roce 2025 kandiduje z 9. místa kandidátní listiny koalice SPOLU v Olomouckém kraji.